# Terminator 3 – Rebellion der Maschinen
Terminator 3 – Rebellion der Maschinen ist ein Science-Fiction-Film des Regisseurs Jonathan Mostow aus dem Jahr 2003. Er ist die Fortsetzung der Filme Terminator (1984) und Terminator 2 – Tag der Abrechnung (1991). Der Film startete am 31. Juli 2003 in den deutschen Kinos.

## Handlung
Das Jahr 2004: John Connor ist mittlerweile erwachsen und lebt ohne festen Wohnsitz, ohne Telefonnummer, ohne Freunde und ohne Familie. Er wandert seit dem Tod seiner Mutter Sarah, die 1997 an Leukämie starb, ziellos umher. Der Tag des jüngsten Gerichts, der bevorstehende Krieg zwischen Menschen und Maschinen, ist seit langem ein grauenvoller Albtraum für John. Ursprünglich sollten durch einen Nuklearangriff der Maschinen im Jahr 1997 drei Milliarden Menschenleben ausgelöscht werden und John würde die überlebenden Menschen im Krieg gegen die Maschinen anführen.
Doch es ist anders gekommen. Nachdem Cyberdyne-Forschungsleiter Miles Dyson sein Labor und seine Arbeitsergebnisse im Verlauf der Ereignisse von Terminator 2 vernichtet hatte, sind keine Bomben gefallen. John hofft, der Tag des Jüngsten Gerichts sei damit endgültig verhindert worden, hat aber nach wie vor Angst, dass es sich nur um eine trügerische Ruhe handelt und eines Tages wieder Maschinen aus der Zukunft auftauchen, die ihn töten wollen. Durch den von ihm gewählten Lebensstil setzt er darauf, dass diese ihn im Ernstfall nicht aufspüren können.
Aber kurze Zeit später trifft via Zeittunnel die Terminatrix T-X ein – der Prototyp des modernsten Terminatormodells, ausgestattet mit übermenschlicher Stärke, integrierten Waffen und mit der Fähigkeit, andere Computer umzuprogrammieren und Maschinen zu steuern. Ihr Auftrag lautet, alle wichtigen Offiziere des späteren Widerstands, die den Terminatoren und Skynet gefährlich werden können, auszuschalten. Sie beginnt mit der Eliminierung von Johns späteren Unterführern.
Daraufhin trifft via Zeittunnel ein Terminator des Typs T-850 Modell 101 ein. Seine Mission: Das Überleben von John und Kate Brewster zu sichern.
In der Nacht bricht John in eine Tierklinik ein, um sich nach einem Motorradunfall mit Medikamenten zu versorgen. In der Klinik arbeitet eine ehemalige Bekannte von ihm, Kate Brewster. Er erkennt sie zunächst nicht und bedroht sie mit einer Paintballwaffe, da sie die Polizei rufen wollte, sie kann ihn jedoch überlisten und sperrt ihn in einen Zwinger. Kurz darauf sind Schüsse zu hören: T-X ist vor Ort eingetroffen und hat eine in der Klinik Hilfe suchende Katzenhalterin ermordet. Durch die DNS-Analyse eines Verbandes, mit dem John sich selbst verarztet hat, erfährt T-X, dass der vor kurzem hier war. Die Eliminierung von Kate durch T-X wird durch den in diesem Augenblick herbeifahrenden T-850 gerade noch verhindert. Der Terminator befragt Kate nach dem Aufenthaltsort von John und sperrt sie in den Laderaum ihres Fahrzeugs.
Der T-850 holt John aus der Tierklinik und bringt ihn dazu, in Kates Wagen zu steigen und zu fliehen. Vergeblich versucht er, die T-X mit Gewehrschüssen aufzuhalten. Ihr Konter – eine abgefeuerte Plasmakugel – setzt sein System für 120 Sekunden (Reboot-Phase) außer Gefecht und beschädigt dabei seine primäre Brennstoffzelle.
Anschließend übernimmt sie mit Hilfe von Nanorobotern die Steuerung über die dort eingetroffenen Polizei- und Krankenwagen. Die T-X fährt mit einem Kranwagen davon, womit die Jagd auf John beginnt.
Als der T-850 wieder handlungsfähig ist, steigt er auf ein Polizeimotorrad und folgt ihnen. Es gelingt ihm nach einer langen Verfolgungsjagd, den Kranwagen der T-X zu zerstören, und er fährt mit John und Kate aus der Stadt. Während der Fahrt erklärt er John, dass der Tag des Jüngsten Gerichts nicht verhindert, sondern nur hinausgezögert wurde, und dass Kates Leben zu schützen auch einer seiner Missionsbestandteile ist. Nebenbei entsorgt er seine beschädigte Brennstoffzelle, indem er sie aus dem Fenster wirft. Kurz darauf explodiert die instabile Zelle.
Der T-850 hält mit John und Kate an dem Friedhof, auf dem Sarah beerdigt wurde. In ihrem Sarg finden sie jedoch nicht ihre Überreste, sondern Waffen und Munition, da Sarah verfügt hat, dass ihre Asche im Meer verstreut wird und im Sarg Waffen eingelagert werden sollen.
Die Polizei trifft am Friedhof ein und nimmt die kleine Kapelle unter Beschuss. Kate kann fliehen und wird von der Polizei versorgt. John versteckt sich im Sarg seiner Mutter und wird vom T-850 in einen Leichenwagen getragen, mit dem sie entkommen und versuchen, Kate wieder einzufangen. Nach mehreren hartnäckigen Fragen von John über die Wichtigkeit von Kate erklärt ihm der T-850, dass sie in der Zukunft eine gewichtige Rolle für ihn spielen wird – als seine Frau und wichtigste Offizierin. Sie selbst habe ihn, den T-850, umprogrammiert und in die Vergangenheit geschickt, um den Lauf der Geschichte abermals zu ändern.
Die T-X holt Kate zwar ein, aber kurz bevor sie diese durch eine Plasmakugel töten kann, treffen der T-850 und John Connor ein und der T-850 kann die Terminatrix durch eine Panzerfaust für kurze Zeit außer Gefecht setzen. Dadurch schaffen es alle drei abermals, der T-X zu entkommen. Der Terminator erklärt John und Kate kurz darauf auf einem großen, leeren Campingplatz, dass der Atomkrieg nicht verhindert werden kann und die Startsequenzen der ersten Atomraketen in weniger als drei Stunden anlaufen werden. Des Weiteren erzählt er Kate, dass auch ihr Vater Robert auf der Liste der T-X steht, denn er ist Entwicklungschef von CRS (Cyber Research Systems), wo Skynet konstruiert wird. Daher glaubt John, Robert wäre nun der einzige, der den drohenden Tag des Jüngsten Gerichts durch Skynet noch verhindern könnte. Kate bringt den T-850 dazu, sie und John sofort zu ihrem Vater zu bringen.
Die Terminatrix kann John, Kate und den T-850 jedoch überholen, ist vor ihnen bei CRS angekommen, hat sich als Mitarbeiterin kostümiert und beginnt, Prototypen des Terminatormodells T-1 mit ihren Nanorobotern zu infizieren und damit unter ihre Kontrolle zu bekommen. Inzwischen wird Robert Brewster von seinen Vorgesetzten unter Druck gesetzt, das seiner Ansicht nach noch nicht sichere Skynet zu aktivieren, um die immer heftigeren Virenangriffe auf die weltweiten Computernetze in den Griff zu bekommen. Wider besseres Wissen stimmt er schließlich zu. Sofort nach seiner Aktivierung lernt Skynet enorm schnell dazu und beginnt den Krieg der Maschinen gegen die Menschen. Der T-850, John und Kate treffen zwar kurze Zeit später ebenfalls ein, können aber die Ermordung von Robert durch die T-X nicht mehr verhindern; gleichzeitig beginnen die unter der Kontrolle der T-X stehenden T-1 und Hunter-Killer, alle Menschen auf dem Gelände zu töten, um damit mögliche Bedrohungen für Skynet auszuschalten. Der T-850 stellt sich der T-X in einem erbitterten Kampf, während der verwundete und im Sterben liegende Robert seine Tochter und John bittet, sofort nach Crystal Peak zu gehen, einer stark befestigten Bunkeranlage in den Bergen der Sierra Nevada. Sie denken, dort sei der Zentralcomputer von Skynet, Robert sagte jedoch lediglich, dorthin zu gehen sei „ihre einzige Chance“.
Die T-X gewinnt im Kampf mit dem T-850 die Oberhand und nutzt dies aus, um das System des T-850 zu infizieren, sodass dieser John angreift. Damit gerät der T-850 aber in Konflikt mit seiner ursprünglichen Mission – nämlich John und Kate zu beschützen. John kann den Terminator dazu bringen, gegen die Infizierung durch die T-X anzukämpfen, was dazu führt, dass sich der T-850 vorübergehend selbst abschaltet. Kate und John flüchten in einem Flugzeug nach Crystal Peak und stoßen dort auf ein riesiges, verschlossenes Stahltor, das sie mit Hilfe von Codes, die Kates Vater ihnen kurz vor seinem Tod noch mitteilen konnte, öffnen können.
Plötzlich fliegt ein Hubschrauber in die Eingangshalle der Bunkeranlage: Die Terminatrix konnte ebenfalls nach Crystal Peak gelangen und will nun ihr Werk vollenden. Kurz bevor sie Kate und John angreifen kann, stürzt hinter ihr ein zweiter Hubschrauber in die Halle und begräbt die Terminatrix unter sich – der T-850 ist zurück. Die beschädigten Hubschrauber explodieren und verursachen im Kontrollsystem des Bunkers einen Systemfehler, der bewirkt, dass sich das Stahltor von selbst zu schließen beginnt. Der T-850 wirft sich unter das sich senkende Tor und kann gerade noch einen Spalt offen halten, durch den Kate und John durchkriechen können.
Plötzlich taucht die T-X wieder auf. Von dieser ist zwar nur das Metallskelett übrig, dieses ist jedoch noch funktionsfähig und sie versucht trotz der erlittenen Schäden, John und Kate zu töten. Der T-850 kann die T-X jedoch mit einem Arm festhalten, so dass Kate und John entkommen können. Schließlich rammt der T-850 seine verbliebene, zweite Brennstoffzelle zwischen die Kiefer der T-X und löst damit eine gewaltige Explosion aus, welche die Halle zum Einsturz bringt und dadurch verschließt, sowie beide Terminatoren vernichtet.
John und Kate sind nun alleine im angeblichen Hauptquartier angekommen. Allerdings ist dort keine Spur von einem Zentralrechner Skynets zu finden. Crystal Peak entpuppt sich als ein seit langem stillgelegter Atombunker, der in der Zeit des Kalten Krieges als Rückzugsort für die US-Regierung angelegt wurde und nur über eine seit mehreren Jahrzehnten veraltete EDV-Ausstattung verfügt. John kann und will nicht begreifen, dass sie den Tag des Jüngsten Gerichts nun doch nicht verhindern können. Er fragt sich, warum Kates Vater und vor allem der T-850 sie nach Crystal Peak bringen wollten, und Kate erklärt ihm: „Damit wir überleben! Das war seine Mission.“
In diesem Moment erkennt John: Skynet besitzt überhaupt keinen Zentralrechner, sondern es hat als eine Art Verteiltes System den gesamten Cyberspace in Besitz genommen, d. h. sämtliche Computer in Büros, Privathaushalten etc. auf der ganzen Welt. Inzwischen melden sich über die Funkanlage des Atombunkers Zivilschutzverantwortliche aus anderen Landesteilen mit der Bitte um Unterstützung und Koordination; diese berichten bereits über die ersten Einschläge von Atomraketen. Nach kurzem Zögern erkennt John seine Verantwortung: Er hat jetzt die Möglichkeit, mit Kate die Führung der Widerstandsbewegung gegen die Maschinen zu übernehmen.
In der letzten Einstellung sieht man überall auf der Welt die Starts und Einschläge dutzender Atomraketen, denen drei Milliarden Menschen zum Opfer fallen werden, und danach den in einer düsteren und völlig zerstörten Umgebung liegenden Kopf des T-850, in dessen Augenhöhlen schließlich das rote Licht langsam erlischt.

## Hintergrund

Englische Logo-Version

Die aus den Vorgängern bekannten Sprüche („Ich komme wieder“, „Komm mit, wenn Du leben willst“) werden in teilweise selbstironischer Form in Terminator 3 übernommen. Ebenso verschiedene humoristische Schlüsselszenen, z. B. die Suche nach Bekleidung durch Scanvorgänge, die Sonnenbrille oder das Starten gestohlener Autos.
Die Koordination der Spezialeffekte erfolgte durch Allen Hall.
Der Soundtrack zum Film erschien im Juni 2003 unter dem Titel Terminator 3: Rise Of The Machines. Komponist war Marco Beltrami.

## Synchronisation
Der Film wurde bei der Hermes Synchron in Potsdam vertont. Andreas Pollak schrieb das Dialogbuch und führte die Dialogregie.
| Rolle               | Schauspieler          | Synchronsprecher         |
| ------------------- | --------------------- | ------------------------ |
| T-850               | Arnold Schwarzenegger | Thomas Danneberg         |
| John Connor         | Nick Stahl            | Björn Schalla            |
| Katherine Brewster  | Claire Danes          | Nana Spier               |
| T-X                 | Kristanna Loken       | Claudia Urbschat-Mingues |
| Robert Brewster     | David Andrews         | Erich Räuker             |
| Scott Mason         | Mark Famiglietti      | Marius Clarén            |
| Dr. Peter Silberman | Earl Boen             | Jürgen Thormann          |
| Betsy               | Moira Harris          | Karin David              |
| Chefingenieur       | Chopper Bernet        | Bernd Vollbrecht         |
| Reiche Frau         | Carolyn Hennesy       | Regine Albrecht          |
| Polizist            | Jay Acovone           | Gerald Paradies          |
| Türsteher           | M. C. Gainey          | Tilo Schmitz             |

## Kritik
Der Film erhielt gemischte bis positive Kritiken. Das Filmkritik-Portal Rotten Tomatoes gibt für den Film 69 % positive Rezensionen an und er hat einen Metascore von 66 von 100 bei Metacritic.

„Rasante Mischung aus Action- und Science-Fiction-Film, die mit aufwändigen, fast schon altmodischen Effekten unterhält, letztlich aber mehr von Selbstzitaten als der eigenen Imagination lebt. Während die Filmlogik gelegentlich hakt, steuert die Handlung konsequent einer bitteren, ethisch wie politisch fragwürdigen Botschaft entgegen.“

## Auszeichnungen (Auswahl)
- Der Film war für zahlreiche Preise nominiert, u. a. in vier Kategorien für den Saturn Award.
- Komponist Marco Beltrami gewann einen ASCAP Award.

## Filmbezogene Informationen
- Außer Arnold Schwarzenegger (T-800/T-850 Modell 101) und Earl Boen (Kurzauftritt als Dr. Silberman) ist keiner der Schauspieler der ersten beiden Filme mehr an diesem Film beteiligt. John Connor wird von Nick Stahl dargestellt, der den wegen seiner Drogenvergangenheit als unzuverlässig geltenden Edward Furlong ersetzt. Johns Mutter Sarah Connor (Linda Hamilton) taucht gar nicht mehr auf. Stattdessen übernahm Claire Danes, die kurzfristig einen Tag vor Drehstart zur Besetzung hinzukam[7], eine bedeutende Rolle. Die Dreharbeiten fanden im Sommer 2002 statt.[8]
- Wie in den ersten beiden Terminator-Filmen war auch beim dritten Teil für die Spezialeffekte der Künstler Stan Winston zuständig, was der Hauptdarsteller Arnold Schwarzenegger nachdrücklich zur Bedingung gemacht hatte, damit alle Terminator-Filme einen einheitlichen Look behalten. Winston entwarf sowohl den T-800 und T-1000 als auch den weiblichen Terminator T-X, ferner noch die wuchtigen T-1-Modelle.[9] Für die Visuellen Effekte sorgte Pablo Helman von der Firma Industrial Light & Magic. Außerdem arbeiteten an dem Film der Spezialeffekte-Experte Allen Hall und Szenenbildner Jeff Mann.
- Die nächtliche Szene, in der der weibliche Terminator in einem Schaufenster inmitten von Schaufensterpuppen im Stadtteil Beverly Hills in der Gegenwart ankommt, musste am letzten Drehtag gedreht werden, da sich die Verhandlungen für eine Drehgenehmigung mit der Stadtverwaltung von Beverly Hills monatelang hinzogen. Deshalb drehte das Filmteam in nicht chronologischer Reihenfolge zuerst die anderen Handlungsteile. Dass eine nackte Frau, nämlich die Darstellerin Kristanna Loken, auf offener Straße vor der Kamera agiert, erschwerte den Erhalt der behördlichen Genehmigung. Aus diesem Grund musste die Filmcrew zugunsten der Sicherheit alle Straßen rund um den Drehort gegen Schaulustige absperren. Dabei stand das Team unter dem zusätzlichen Druck, nach den Dreharbeiten bis fünf Uhr morgens die Straßen wieder zu räumen, damit die städtische Müllentsorgung den Abfall beseitigen konnte, bevor der morgendliche Berufsverkehr einsetzte.[10]
- Für die nächtliche Szene, in der der weibliche Terminator in dem gestohlenen silbernen Lexus von einem Polizeiwagen mit Sirene verfolgt wird und die in der Stadt Culver City gedreht wurde, ließ der Regisseur Jonathan Mostow die Lampen sämtlicher Laternen entlang der Straße austauschen, um in Bezug auf den Farbton ein spezielles künstliches Straßenlicht zu inszenieren. Diese Aufgabe übernahmen Beleuchtungsexperten.[11]
- Das Gebäude der Tierklinik von Katherine Brewster wurde eigens für die Dreharbeiten auf einem leeren Parkplatz in Sunland, Kalifornien gebaut. Auf der anderen Straßenseite baute das Filmteam eine fiktive Filiale des Werkzeugverleihs United Tool, vor dem der gelb-blaue Kran steht, den der weibliche Terminator stiehlt. Die errichteten Gebäude wirkten derart realistisch, dass Menschen vorbeikamen, die in der Tierklinik ihre kranken Tiere behandeln lassen und in dem United-Tool-Laden in anderen Filialen ausgeliehenes Werkzeug zurückgeben wollten, woraufhin das Team um Mostow erklären musste, dass es sich lediglich um Filmkulissen handelt. Nicht selten reagierten die Menschen erbost darauf.[12]
- Die Szene, in der der von der T-X gesteuerte Kranwagen mit seinem Ausleger durch eine Glasfassade rast, um den T-850 (der an diesem Kranausleger hängt) abzuschütteln, finanzierte Schwarzenegger aus seiner 30-Millionen-Dollar-Gage mit etwa 1,4 Millionen US-Dollar, da sonst das Film-Budget überschritten worden wäre.[13]
- Den gelb-blauen Kranwagen, den der weibliche Terminator stiehlt, um in einer wilden Verfolgungsjagd seinen Opfern hinterherzurasen, fuhr der Stuntman Gary Powell. Ihm gelang das Kunststück, den schweren Kranwagen während der Fahrt auf den Rädern der linken Seite zu balancieren, was man im fertigen Film zu sehen bekommt. Leitender Stuntkoordinator und Second-Unit-Regisseur war Simon Crane. Der Kranwagen wog 160 Tonnen und kostete 1,5 Millionen Dollar. Während der Dreharbeiten wurde der Kranwagen stark beschädigt und musste von Mechanikern in Schichtarbeit unter Zeitdruck repariert werden, da das Budget kein Geld für einen Ersatz-Kranwagen vorsah. Für die zerstörerische Verfolgungsjagd, bei der der T-850 am Haken des Kranwagens hängt, baute die Filmcrew einen kompletten Straßenzug mit Gebäuden und Laternen nach. Für die Szene, in der der T-850 am Haken des Kranwagens hängend quer durch ein Gebäude kracht, wurde am Computer ein digitales Double von Arnold Schwarzenegger erstellt.[14]
- Die Brustvergrößerung der Terminatrix zu Beginn des Films wurde nicht digital hinzugefügt, sondern mit aufblasbaren Luftpolstern im BH der Schauspielerin realisiert, was zu einigen Wiederholungen der Szene führte, da diese Luftkissen entweder platzten oder ungleichmäßig aufgeblasen wurden.[13]
- Um sich körperlich auf ihre Rolle als Killer-Roboter vorzubereiten, erhielt die Schauspielerin Kristanna Loken Ratschläge von einem Ernährungsberater und absolvierte ein Fitness-Programm mit Hanteltraining, um Muskelmasse aufzubauen und 15 Pfund (ca. 6,8 kg) Körpergewicht zuzunehmen. Außerdem hatte Loken einen Waffentrainer auf einem Schießstand, wo ihr die Schießübungen viel Spaß bereiteten, und Training in der militärischen Kampfsportart Krav Maga.[15]
- In einer Szene dringt der weibliche Killer-Roboter T-X in die Tierklinik von Katherine Brewster ein, hebt ein blutiges medizinisches Tuch vom Fußboden auf und leckt zur chemischen Analyse mit der Zunge daran. Das Kunstblut in dem Tuch habe, wie Kristanna Loken im Audiokommentar der 2004 erschienenen DVD von Terminator 3 erzählt, scheußlich nach Minze geschmeckt, weshalb nach einigen Aufnahmen derselben Szene die Zunge davon taub geworden sei.[16]
- Bei den Dreharbeiten für die Szene, in der der Terminator T-850 das Mausoleum auf dem Friedhof mit einem Sarg auf der linken Schulter verlässt, erlitt Arnold Schwarzenegger durch explodierende Pyrotechnik, die am Sarg angebracht war, eine Verletzung an einem Finger.[17] Die Aufnahmen mit dem Sarg wurden auf dem Rose Hills Friedhof nahe Los Angeles gemacht. Um Schwarzenegger das Tragen zu erleichtern, hing das Sarg-Modell an im fertigen Film nicht zu sehenden Drähten.[18]
- Im letzten Teil des Films muss sich der T-850 abschalten und neustarten, was man aus seiner Sicht gezeigt bekommt. Beim Hochfahren seines „Systems“ werden Programmteile geladen, die auf ein Apple-Macintosh-Betriebssystem (Mac OS 9) schließen lassen.[13]
- Während des finalen Showdowns rammt der T-850 unter einem sich schließenden Tor dem zertrümmerten weiblichen T-X eine Batterie in den Mund, wodurch er mit einer gewaltigen Explosion die skelettierte Terminatrix und sich selbst zerstört. Für diese Szene probierte Schauspieler Arnold Schwarzenegger mehrere Dialog-Sätze aus, die er in diesem Moment zu seiner androiden Gegenspielerin sagen könnte, zum Beispiel „Iss mich!“ (auf Englisch: „Eat me!“). Am Ende entschied sich das Filmteam für den Satz: „Du bist terminiert!“ (auf Englisch: „You are terminated!“)[19]
- Die Szenen der Raketenstarts am Ende des Films wurden in der Serie Smallville (Folge 150 bzw. siebte Staffel, Folge 18, Weltuntergang/OT: Apocalypse, US-Erstausstrahlung 1. Mai 2008) nochmals benutzt.[20]
- Mit der Tierärztin Katherine Brewster führte der Regisseur  Mostow eine unwissende Figur in das Terminator-Franchise ein, die anfangs nichts von der bevorstehenden Apokalypse durch revoltierende Roboter weiß und von dem allwissenden T-850 und John Connor erst in das Geschehen eingeweiht werden muss, ähnlich wie es Sarah und John Connor in den ersten beiden Terminator-Filmen erlebten: eine ahnungslose Außenseiterin, die zur Insiderin wird. Claire Danes, die Katherine Brewster verkörpert, wurde äußerst kurzfristig erst einen Tag vor Beginn der Dreharbeiten für diese Rolle engagiert.[21]
- Bei den Dreharbeiten setzte Jonathan Mostow häufig die Computertechnik der Rückprojektion ein, um vor den Fenstern vorbeiziehende Landschaften digital ins Bild einzufügen, wenn die Schauspieler in sich bewegenden Fahrzeugen sitzen.[22]
- Das Meister-und-Lehrling-Verhältnis zwischen dem T-850 und John Connor, das sich im Mausoleum zeigt, wenn der Terminator wie ein Drill Sergeant den sich selbst bemitleidenden John Connor am Hals packt und in die Höhe hebt, um ihn zu disziplinieren, vergleicht Mostow mit der Stellung des Soldaten Zack Mayo, verkörpert von Richard Gere, in dem Film Ein Offizier und Gentleman von 1982.[23] Es handele sich um eine Art Hassliebe zwischen John Connor und dem beschützenden Roboter.
- Die Verfolgungsjagd in dem demolierten Leichenwagen wurde im Griffith Park gedreht. In dieser Szene klammert sich der weibliche Terminator oben auf dem Dach des Leichenwagens fest. Diese Szene wurde nicht von der Schauspielerin Kristanna Loken oder einer Stuntfrau gedreht; aus Sicherheitsgründen wurde die Figur der Terminatrix dafür digital am Computer hineingeschnitten.[24] Wegen seiner Topografie und Abgeschiedenheit drehte das Filmteam jene Szene, in der der T-850 seine Schusswaffen wartet und vom kaputten Leichenwagen in ein intaktes Wohnmobil umlädt, im Antelope Valley im Norden von Los Angeles.[25] Zur gleichen Zeit ereignete sich in einem benachbarten Canyon ein Waldbrand, weshalb die Filmcrew mit störenden Hintergrundgeräuschen im Umfeld wie Sirenen und Hubschraubern akustisch zu kämpfen hatte.
- In einer Szene im Mausoleum schießt Katherine Brewster mit einer Pistole dem Terminator T-850 ins Gesicht, wobei der T-850 die Kugel mit dem Mund auffängt und ausspuckt. Eine ähnliche Szene gab es in der Actionkomödie Der Supercop mit Terence Hill, der durch übernatürliche Kräfte eine abgefeuerte Kugel mit den Zähnen fängt. Sowohl Arnold Schwarzenegger als auch Terence Hill wurden in der deutschen Synchronisation von der Stimme des Sprechers Thomas Danneberg gesprochen.

## Fortsetzungen

### Film
Der vierte Teil der Terminator-Reihe wurde ab dem Frühjahr 2008 unter der Regie von McG gedreht und kam im Mai 2009 als Terminator: Die Erlösung (Terminator Salvation) in die Kinos. 2015 folgte Terminator: Genisys. In Terminator: Dark Fate (2019) wird die Handlung des Films ignoriert.

### Fernsehserie
Anfang 2008 startete in den Vereinigten Staaten eine Fernsehserie mit dem Titel Terminator: The Sarah Connor Chronicles, deren Handlung nach Terminator 2 – Tag der Abrechnung spielt, jedoch durch einen Zeitsprung in einer anderen Zeitlinie stattfindet und daher die Geschehnisse in Terminator 3 ignoriert.

## Videospiele
Auf Basis des Films erschienen drei Videospiele:
- Terminator 3: Rebellion der Maschinen ist ein für Xbox, PlayStation 2 und Game Boy Advance erschienener Ego-Shooter, welcher sich an der Handlung des Films orientiert.
- Terminator 3: Krieg der Maschinen ist ein für PC erschienener, auf Multiplayer ausgelegter Ego-Shooter mit einem Battlefield-ähnlichen Spielprinzip.
- Terminator 3: The Redemption ist ein im September 2004 erschienenes Videospiel für die Xbox, PlayStation 2 und Nintendo GameCube. Das Spiel ist von den Kritikern als momentan bestes Terminator-Spiel gelobt worden. Die Ansicht ist diesmal die Third-Person-Perspektive.